# Kourfin Koura
Kourfin Koura ist ein Dorf in der Stadtgemeinde Madarounfa in Niger.

## Geographie
Das Dorf befindet sich rund sechs Kilometer südöstlich des urbanen Zentrums von Madarounfa, der Hauptstadt des gleichnamigen Departements Madarounfa, das zur Region Maradi gehört. Weitere Siedlungen in der Umgebung von Kourfin Koura sind Dan-Issa im Südosten und Tsamey Kontamaoua im Südwesten.
Kourfin Koura ist Teil der Übergangszone zwischen Sahel und Sudan. Die durchschnittliche jährliche Niederschlagsmenge beträgt hier zwischen 400 und 500 mm. Das Dorf liegt zwischen dem Trockental Goulbi de Maradi im Westen und dem See Mare de Kourfin Koura im Osten.

## Bevölkerung
Bei der Volkszählung 2012 hatte Kourfin Koura 2255 Einwohner, die in 323 Haushalten lebten. Bei der Volkszählung 2001 betrug die Einwohnerzahl 1545 in 237 Haushalten und bei der Volkszählung 1988 belief sich die Einwohnerzahl auf 1047 in 183 Haushalten.
Die Zone entlang des Trockentals gehört zu den am dichtesten besiedelten und zugleich zu den ärmsten Nigers, mit erhöhter Unterernährung.

## Wirtschaft und Infrastruktur
An der Mare de Kourfin Koura wird Fischerei betrieben. Es gibt eine Schule im Dorf.